# Château de Zinnitz
Le château de Zinnitz (Schloss Zinnitz) est un château de Lusace dans le sud du Brandebourg en Allemagne. Il se trouve à Zinnitz qui fait partie de la municipalité de Calau.

## Histoire

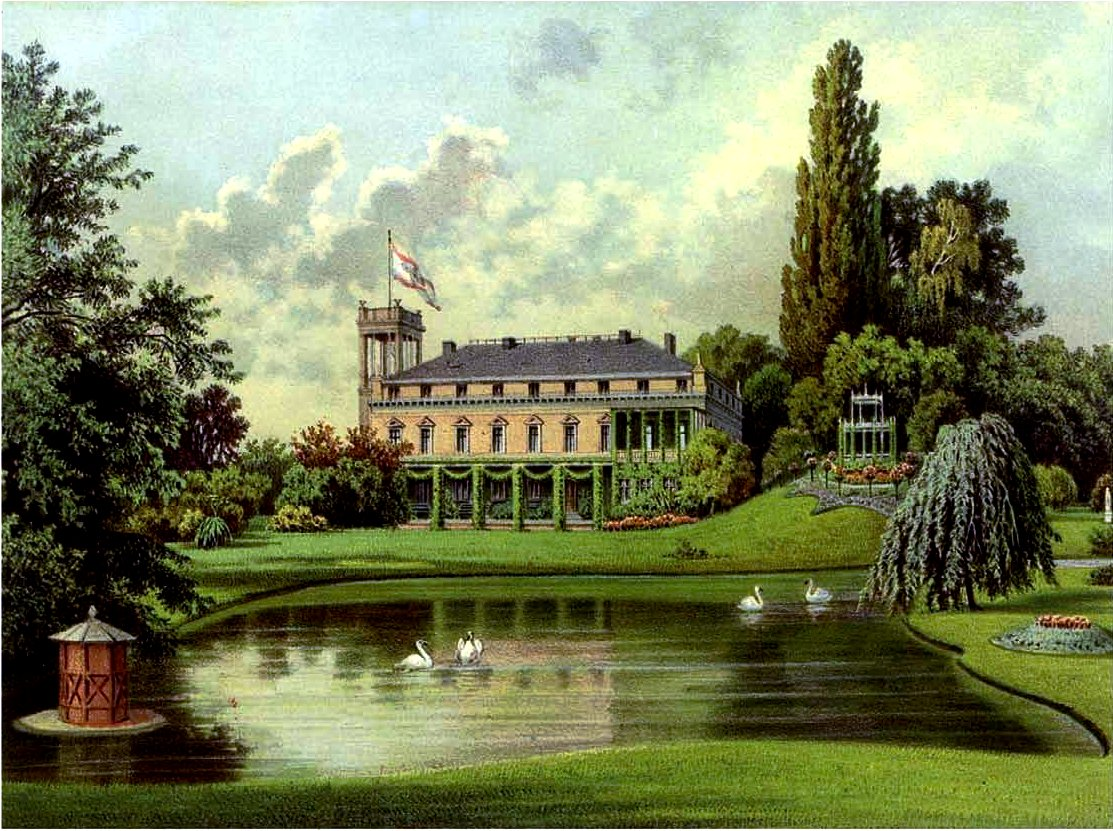
Le château de Zinnitz vers 1860 (collection Alexander Duncker)

Il y avait une maison fortifiée dans le domaine de Zinnitz dès le XIe siècle. La famille von Cynnitz apparaît autour de 1255 avec Gebhard. Le domaine entre en possession de la famille Buckendorf de Czymricz au XIVe siècle. Son nom s'orthographie ensuite Bocksdorf ou Buxdorf. Dietrich von Bocksdorf est enregistré à l'université de Leipzig en 1425, où il étudie le Droit. Il devient ensuite docteur en Droit à Pérouse et dirige après la faculté de Droit de Leipzig. Il est recteur en 1439. C'est alors l'autorité la plus compétente en Droit du duché de Saxe.
Le domaine change plusieurs fois de propriétaires au cours des âges, comme les Mühlenfels, la famille von Rohr, ou les Beeren, jusqu'à ce qu'il soit acheté en 1784 par un major prussien, Friedrich Gottlob von Schladen. Il fait construire un nouveau château en deux ans, mais le revend tout de suite au capitaine (futur Generalmajor) Philipp Ludwig Sigismund Bouton des Granges, premier chef du régiment de chasseurs fondé par Frédéric II en 1758, et descendant d'une famille protestante suisse. Son fils Ludwig Philipp Karl en hérite en 1795. La fille de ce dernier, Pauline (née en 1801), épouse en premières noces le naturaliste et explorateur Johann Wilhelm Helfer. Celui-ci explore l'Asie mineure en particulier la région de l'Euphrate et la route des Indes. Pauline raconte sa jeunesse au château dans ses Mémoires. Le château est reconstruit en 1818-1819. Après d'autres changements de propriétaire, le château et les terres sont acquis en 1842 par le baron Robert von Patow, conseiller secret au cabinet du royaume de Prusse dans le domaine des finances. Il sera ministre des finances à partir de 1858. Il reconstruit entièrement le château, le transformant en édifice néoclassique, avec un parc romantique et des cours d'eau. Le paysagiste Johann Gottlieb Handschick intègre même une roseraie avec un pavillon. Patow survit à ses enfants et meurt fort âgé en 1890. Egon von Patow hérite de Zinnitz. Il est vendu à la compagnie minière Ilse Bergbau AG en 1917 qui le vend en 1929 à la Deutsche Reichsbahn. Le château sert de 1939 à 1944 de camp d'entraînement des jeunes filles du Reichsarbeitsdienst (travail obligatoire).
Du temps de la république démocratique allemande, le château de Zinnitz abrite une école, puis le conseil de la commune avec une cantine de travailleurs agricoles d'entreprises collectivistes et enfin des logements populaires. Le château souffre de dommages et le parc est ruiné. L'architecte Robert Scholz achète le château à la commune en 1993 et restaure le château, dont la façade avait été fortement altérée, dans le style du château tel qu'il devait être autour de 1860-1864. Ainsi les frontons et les pilastres dans le style néoclassique et Renaissance italienne sont réhabilités, tels que les architectes Hermann von der Hude et Heinrich Bürde les avaient conçus. Le belvédère au-dessus de la tour de côté caractérise le château, s'inspirant du Pfingstberg à Potsdam, au nord du Nouveau Jardin.

## Référence
- (de) Cet article est partiellement ou en totalité issu de l’article de Wikipédia en allemand intitulé « Schloss Zinnitz » (voir la liste des auteurs).